# نيكوس ميليساس
نيكوس ميليساس (باليونانية: Νίκος Μελίσσας)‏ (24 فبراير 1993 بسلانيك في اليونان - ) هو لاعب كرة قدم يوناني في مركز حراسة المرمى. لعب مع فوكيكوس ونادي باوك وIraklis Psachna F.C. ‏.

## وصلات خارجية
- نيكوس ميليساس على موقع قاعدة بيانات كرة القدم.إي يو (الإنجليزية)
- نيكوس ميليساس على موقع Soccerway.com (الإنجليزية)
- نيكوس ميليساس على موقع عالم كرة القدم.نت (الإنجليزية)
- نيكوس ميليساس على موقع AS.com (الإسبانية)